# Jonathan Tropper
Jonathan Tropper (New York, 19 febbraio 1970) è uno scrittore, sceneggiatore e produttore televisivo statunitense, nonché, insegnante del Manhattanville College.

## Biografia
Nato nel 1970 a Riverdale, New York, ha conseguito un master in scrittura creativa alla New York University, dopo il quale ha lavorato per otto anni in un'azienda pubblicitaria. Durante questo periodo, Tropper si è dedicato alla scrittura solo durante i fine settimana, ultimando il suo primo libro, Plan B -inedito in Italia- nel 2000; con questo romanzo ha attirato l'attenzione di un agente, e ciò gli ha permesso di lasciare il suo lavoro e diventare uno scrittore a tempo pieno. Nel 2004 pubblica The Book of Joe, anch'esso inedito in Italia; del 2005, invece, è Everything Changes, pubblicato in Italia da Garzanti Editore con il titolo Tutto può cambiare. Del 2007, invece, è How to talk to a Widower, edito in Italia -sempre da Garzanti- con il titolo Dopo di lei; a questo romanzo, definito da Booklist "divertente, profondo e intelligente", fa seguito -nel 2009- This is where I leave you, pubblicato in Italia (ancora una volta da Garzanti) con il titolo Portami a casa, e divenuto -nel 2014- un film omonimo con Jane Fonda, Tina Fey, Jason Bateman e Adam Driver. Del 2012 è One Last thing before I go, tradotto in Italia come Voltati e sorridi ed edito da Garzanti.
Nel 2013 debutta su Cinemax la serie Banshee, creata da Tropper insieme a David Schickler; nel 2015 Tropper firma un contratto della durata di due anni con HBO/Cinemax, in base al quale diviene anche produttore esecutivo della serie.

## Vita privata
Jonathan Tropper è sposato con Elizabeth Parker e con lei ha quattro figli; vive con la sua famiglia a Westchester, NY e insegna, come adjunt faculty member, presso il Manhattanville College al corso di scrittura creativa.

## Stile narrativo
Nei suoi libri ricorrono argomenti come la crescita, il matrimonio, il divorzio, la morte di una persona cara e la vita nei sobborghi. È stato spesso accostato, per il suo stile e le tematiche trattate, allo scrittore inglese Nick Hornby; di questo paragone ha detto:
«I understand that publishers, booksellers, and reviewers need to somehow categorize writers, to establish reference points.  I understand the comparison, in that there aren’t very many men writing in an accessible manner about the topics he and I write about.  So, while I would prefer to be seen as Jonathan Tropper, and not the American version of anybody, I think you could do a lot worse than being compared to Nick Hornby.»